# 'k Heb je lief - 50 jaar de muziek, m'n fans, het leven
 'k Heb je lief - 50 jaar de muziek, m'n fans, het leven is een jubileumuitgave van René Froger. Het is niet alleen een terugblik op zijn 30-jarige loopbaan, maar ook een vooruitblik.

## Geschiedenis
Naast het normale album met twee cd's werd ook een luxebox uitgebracht. Deze bestaat uit de twee cd's en twee dvd's. 'k Heb je lief verscheen als single.

## Tracklist

### Cd 1
1. 'k Heb je lief
2. Winter in America
3. Back on my feet again
4. The love of the year
5. Just say hello
6. Kaylee
7. Man with a mission
8. Still on your side
9. Woman woman
10. Why are you so beautiful?
11. Calling out your name (Ruby)
12. Why goodbye
13. If you don't know
14. Crazy way about you
15. I who have nothing
16. A portrait of my love
17. Daar sta je dan
18. Doe maar gewoon
19. Jij moet verder
20. De zon schijnt voor iedereen

### Cd 2
1. Love leave me
2. Alles kan een mens gelukkig maken met Het Goede Doel
3. You're a lady
4. Nobody else
5. This is the moment
6. Your place or mine
7. Here in my heart
8. You've got a friend met Marco Borsato & Ruth Jacott
9. For a date with you
10. In dreams
11. Wild rhythm
12. The number one
13. How do I win your heart
14. Why do you follow me
15. She (A song for Máxima)
16. Merry go round
17. Voor haar
18. Bloed zweet en tranen met André Hazes
19. Zo heppie! als De Frogers
20. Sledgehammer met John Marks

### Dvd 1 - Clips & Concert views
O.a.:
1. Why are you so beautiful
2. Never Fall in Love
3. Daar sta je dan
4. This is the moment
5. Are you ready
6. Kiss
7. Woman woman

### Dvd 2 - Showspecials
O.a.:
1. Harry Bannink medley
2. Je keek naar mij
3. Hits medley
4. You're a friend of mine
5. Something stupid
6. We all need a miracle

## Hitnoteringen

### NederlandseAlbum Top 100
| Hitnotering: (Week 1 t/m 18) 13-11-2010 t/m 12-03-2011 Hitnotering: (Week 19) 27-08-2011 | Hitnotering: (Week 1 t/m 18) 13-11-2010 t/m 12-03-2011 Hitnotering: (Week 19) 27-08-2011 | Hitnotering: (Week 1 t/m 18) 13-11-2010 t/m 12-03-2011 Hitnotering: (Week 19) 27-08-2011 | Hitnotering: (Week 1 t/m 18) 13-11-2010 t/m 12-03-2011 Hitnotering: (Week 19) 27-08-2011 | Hitnotering: (Week 1 t/m 18) 13-11-2010 t/m 12-03-2011 Hitnotering: (Week 19) 27-08-2011 | Hitnotering: (Week 1 t/m 18) 13-11-2010 t/m 12-03-2011 Hitnotering: (Week 19) 27-08-2011 | Hitnotering: (Week 1 t/m 18) 13-11-2010 t/m 12-03-2011 Hitnotering: (Week 19) 27-08-2011 | Hitnotering: (Week 1 t/m 18) 13-11-2010 t/m 12-03-2011 Hitnotering: (Week 19) 27-08-2011 | Hitnotering: (Week 1 t/m 18) 13-11-2010 t/m 12-03-2011 Hitnotering: (Week 19) 27-08-2011 | Hitnotering: (Week 1 t/m 18) 13-11-2010 t/m 12-03-2011 Hitnotering: (Week 19) 27-08-2011 | Hitnotering: (Week 1 t/m 18) 13-11-2010 t/m 12-03-2011 Hitnotering: (Week 19) 27-08-2011 | Hitnotering: (Week 1 t/m 18) 13-11-2010 t/m 12-03-2011 Hitnotering: (Week 19) 27-08-2011 | Hitnotering: (Week 1 t/m 18) 13-11-2010 t/m 12-03-2011 Hitnotering: (Week 19) 27-08-2011 | Hitnotering: (Week 1 t/m 18) 13-11-2010 t/m 12-03-2011 Hitnotering: (Week 19) 27-08-2011 | Hitnotering: (Week 1 t/m 18) 13-11-2010 t/m 12-03-2011 Hitnotering: (Week 19) 27-08-2011 | Hitnotering: (Week 1 t/m 18) 13-11-2010 t/m 12-03-2011 Hitnotering: (Week 19) 27-08-2011 | Hitnotering: (Week 1 t/m 18) 13-11-2010 t/m 12-03-2011 Hitnotering: (Week 19) 27-08-2011 | Hitnotering: (Week 1 t/m 18) 13-11-2010 t/m 12-03-2011 Hitnotering: (Week 19) 27-08-2011 | Hitnotering: (Week 1 t/m 18) 13-11-2010 t/m 12-03-2011 Hitnotering: (Week 19) 27-08-2011 | Hitnotering: (Week 1 t/m 18) 13-11-2010 t/m 12-03-2011 Hitnotering: (Week 19) 27-08-2011 | Hitnotering: (Week 1 t/m 18) 13-11-2010 t/m 12-03-2011 Hitnotering: (Week 19) 27-08-2011 | Hitnotering: (Week 1 t/m 18) 13-11-2010 t/m 12-03-2011 Hitnotering: (Week 19) 27-08-2011 |
| Week:                                                                                    | 1                                                                                        | 2                                                                                        | 3                                                                                        | 4                                                                                        | 5                                                                                        | 6                                                                                        | 7                                                                                        | 8                                                                                        | 9                                                                                        | 10                                                                                       | 11                                                                                       | 12                                                                                       | 13                                                                                       | 14                                                                                       | 15                                                                                       | 16                                                                                       | 17                                                                                       | 18                                                                                       |                                                                                          | 19                                                                                       |                                                                                          |
| ---------------------------------------------------------------------------------------- | ---------------------------------------------------------------------------------------- | ---------------------------------------------------------------------------------------- | ---------------------------------------------------------------------------------------- | ---------------------------------------------------------------------------------------- | ---------------------------------------------------------------------------------------- | ---------------------------------------------------------------------------------------- | ---------------------------------------------------------------------------------------- | ---------------------------------------------------------------------------------------- | ---------------------------------------------------------------------------------------- | ---------------------------------------------------------------------------------------- | ---------------------------------------------------------------------------------------- | ---------------------------------------------------------------------------------------- | ---------------------------------------------------------------------------------------- | ---------------------------------------------------------------------------------------- | ---------------------------------------------------------------------------------------- | ---------------------------------------------------------------------------------------- | ---------------------------------------------------------------------------------------- | ---------------------------------------------------------------------------------------- | ---------------------------------------------------------------------------------------- | ---------------------------------------------------------------------------------------- | ---------------------------------------------------------------------------------------- |
| Positie:                                                                                 | 5                                                                                        | 21                                                                                       | 18                                                                                       | 11                                                                                       | 8                                                                                        | 10                                                                                       | 11                                                                                       | 17                                                                                       | 20                                                                                       | 24                                                                                       | 32                                                                                       | 49                                                                                       | 48                                                                                       | 52                                                                                       | 66                                                                                       | 83                                                                                       | 85                                                                                       | 75                                                                                       | uit                                                                                      | 78                                                                                       | uit                                                                                      |